# Schwenk Zement
Schwenk Zement GmbH & Co. KG er en tysk cement- og betonproducent. De har hovedkvarter i Ulm med flere afdelinger i Tyskland, Schweiz, Nederlandene, Ungarn, Polen, Tjekkiet og Namibia. I 2021 havde de 3.272 ansatte og omsatte for 1,147 mia. euro.
Virksomheden er ejet af Familie Schleicher.
I 1847 begyndte Eduard Schwenk en cementproduktion i Söflingen (Ulm).